# Robin Zentner
Robin Zentner (* 28. Oktober 1994 in Rüdesheim am Rhein) ist ein deutscher Fußballtorwart. Er steht beim  1. FSV Mainz 05 unter Vertrag.

## Karriere
Der in Rüdesheim geborene Zentner verbrachte seine Kindheit und Jugend im Rheingau in Eltville und lebt heute in Kiedrich.
Er spielte bis 2006 für die SpVgg Eltville und schloss sich dann der Jugend des 1. FSV Mainz 05 an. Von 2012 bis 2015 war er in der zweiten Mannschaft der Mainzer aktiv. Zur Saison 2014/15 rückte er als dritter Torhüter in den Profibereich auf. Im August 2015 wurde er für zunächst ein Jahr an den Drittligisten Holstein Kiel verliehen; das Leihgeschäft wurde für die Saison 2016/17 verlängert. Für Holstein Kiel kam er 26-mal in der 3. Liga zum Einsatz.
Zur Saison 2017/18 kehrte er zu Mainz 05 zurück und absolvierte im Oktober 2017 sein erstes Pflichtspiel für die erste Mannschaft. In der Folge wechselte er sich mit Florian Müller als Torwart der Profis ab, bis er zu Beginn der Hinrunde der Saison 2019/20 schließlich Stammtorwart der Mainzer wurde. Am 8. März 2020 zog Zentner sich in einem Bundesligaspiel ohne Fremdeinwirkung einen Kreuzbandriss zu und fiel für den Rest der Saison aus. Vor der Saison 2020/21 wurde er wieder als Stammtorwart bestimmt; Müller wurde an den SC Freiburg verliehen. In der Saison 2021/22 spielte Zentner bis zum 32. Spieltag in sämtlichen Ligaspielen, nur in den letzten zwei Spielen gab Trainer Bo Svensson dem zweiten Torwart Finn Dahmen die Gelegenheit, Spielpraxis zu sammeln. Auch in der Saison 2022/23 war Zentner erster Torwart der Mainzer, in dieser Saison kam er in 26 Ligaspielen zum Einsatz. Zu Jahresbeginn 2023 fiel er mit Rückenproblemen aus, auch in dieser Zeit wurde Zentner von Finn Dahmen vertreten.
Sein Vertrag bei Mainz 05 läuft bis 2028.